# Брусниця (Словаччина)
Брусниця (словац. Brusnica) — село в Словаччині, Стропковському окрузі Пряшівського краю. Розташоване в північно-східній частині Словаччини, у Низьких Бескидах, у долині потока Бруснічка, притоки Ондави.
Уперше згадується у 1408 році.

## Пам'ятки
У селі є греко-католицька церква Різдва Пресвятої Богородиці з 1794 року в стилі пізнього бароко, з 1988 року національна культурна пам'ятка та православна церква Різдва Пресвятої Богородиці з 20 століття.

## Населення
| Рік:            | 1993 | 2003     | 2013    | 2023     |
| --------------- | ---- | -------- | ------- | -------- |
| Кількість осіб: | 327  | 399      | 414     | 297      |
| Різниця:        |      | +22,01 % | +3,75 % | -28,26 % |

| Рік:            | 2022 | 2023    |
| --------------- | ---- | ------- |
| Кількість осіб: | 294  | 297     |
| Різниця:        |      | +1,02 % |

В селі проживає 438 осіб.
Національний склад населення (за даними останнього перепису населення — 2001 року):
- словаки — 64,67 %
- русини — 31,91 %
- цигани (роми) — 1,99 %
- українці — 0,57 %
- чехи — 0,28 %

Склад населення за приналежністю до релігії станом на 2001 рік:
- греко-католики — 47,58 %,
- православні — 45,30 %,
- римо-католики — 6,55 %,
- не вважають себе віруючими або не належать до жодної вищезгаданої церкви: 0,57 %